# Bètastraling

β^{−}-straling

Bètastraling is ioniserende straling die uit elektronen of uit positronen bestaat. Deze deeltjes worden met betrekking tot bètastraling ook bètadeeltjes genoemd. De natuurkundige Ernest Rutherford noemde in 1898 de twee soorten straling, die hij bij het radioactieve verval van zware elementen ontdekte, alfa- en bètastraling.
Bètastraling ontstaat in het bètaverval, het radioactieve verval waarin een atoomkern een elektron e− of positron e+ uitzendt. Er zijn twee soorten bètastraling, β−- en β+-straling. Bij β−-straling verandert in de kern een neutron in een proton, waarbij een elektron en een elektron-antineutrino {\displaystyle {\overline {\nu _{e}}}} worden weggeschoten. Dit moet er niet mee worden verward dat een aan een atoom gebonden elektron wordt uitgezonden. De massa van de kern blijft bij het uitzenden van bètastraling ruwweg gelijk, aangezien het neutron en het proton ongeveer even zwaar zijn. Dit betekent dat het massagetal gelijk blijft, maar het atoomnummer met 1 toeneemt. Voorbeeld:
{\displaystyle {\ce {^{170}_{69}Tm->{^{170}_{70}Yb}+{^{0}_{-1}e^{-}}+{\bar {\nu }}_{e}}}}
De halveringstijd is hierbij 458 jaar.

β^{+}-straling

Bij β+-straling verandert in de kern een proton in een neutron, waarbij een positron e+ en een elektron-neutrino   worden weggeschoten. Het massagetal blijft gelijk, maar het atoomnummer neemt met 1 af. Voorbeeld:
{\displaystyle {\ce {^{21}_{11}Na -> ^{21}_{10}Ne + ^0_1e^+ + \nu_{e}}}}
De halveringstijd is hierbij 23 seconden.

## Soorten straling
Er zijn verschillende vormen van ioniserende of radioactieve straling, die in corpusculaire en elektromagnetische straling zijn te verdelen. Voorbeelden van straling behalve de bètastraling:
- Alfastraling bestaat uit alfadeeltjes, die uit twee neutronen en twee protonen bestaan, dus identiek zijn aan een atoomkern van helium-4.
- Gammastraling is onzichtbare elektromagnetische straling met een hoge energie.
- Neutronenstraling bestaat uit vrijgekomen neutronen, meestal met hoge kinetische energie.

Bètastraling dringt verder in materiaal door dan alfastraling, maar gammastraling nog veel meer dan bètastraling.